# Wyżyna Transylwańska
Wyżyna Transylwańska (541), także Wyżyna Siedmiogrodzka, Kotlina Siedmiogrodzka (rum. Podișul Transilvaniei) – podprowincja geograficzna Karpat położona na terenie Rumunii, niemal ze wszystkich stron otoczona pasmami Karpat Wschodnich, Południowych i Gór Zachodniorumuńskich.
Teren obecnej wyżyny zajmował w neogenie basen otoczony wypiętrzającymi się górami. Początkowo zajmowało go morze, gromadził się na jego dnie materiał skalny (żwiry, piaski, iły), pochodzący z sąsiednich pasm górskich, z którego powstały skały osadowe budujące obecnie wyżynę. Szczątki żywych organizmów dały początek złożom gazu ziemnego, a suchy klimat spowodował powstawanie w zamkniętych zatokach złóż soli. W pliocenie było tu jezioro, a pod koniec pliocenu i w plejstocenie wypiętrzenie całego bloku Karpat zmieniło dno jeziora w wyżynę.
Wyżynę Transylwańską budują głównie skały osadowe, jedynie w rejonie północnym na Wyżynie Samoszu odsłonięte jest krystaliczne podłoże. Ponieważ region ma charakter kotliny otoczonej górami, klimat jest tu dosyć suchy, a występuje roślinność leśno-stepowa, miejscami słonolubna.
Na terenie Wyżyny Transylwańskiej wyróżnia się siedem jednostek:
- 541.1 Wyżyna Samoszu
- 541.2 Równina Transylwańska
- 541.3 Dolina Środkowej Maruszy
- 541.4 Wyżyna Tyrnawska
- 541.5 Kotlina Fogaraska
- 541.6 Kotlina Sybińska
- 541.7 Kotlina Hațeg